# Риччо, Андреа
Андреа Риччо, или Риччьо, настоящее имя Андреа Бриоско (итал. Andrea Riccio, Andrea Briosco; 1 апреля 1470, Тренто — 8 июля 1532, Падуя) — итальянский скульптор, медальер, бронзовщик, чеканщик и архитектор. Его прозвание по-итальянски означает «завитой, курчавый», также известен под латинским именованием Crispus — «кудрявый». Риччо вошёл в историю искусства в основном как автор небольших бронзовых скульптурок и утилитарных предметов: канделябров, чернильниц, плакеток, дверных молотков (антаб) или дровниц с рельефными или скульптурными деталями на мифологические сюжеты в стиле итальянского Возрождения.

## Биография
Андреа родился в Тренто, на севере Италии в области Трентино-Альто-Адидже. Вначале обучался ювелирному делу у отца, Амброджо ди Кристофоро Бриоско. Позже он начал изучать литьё бронзы у Бартоломео Беллано, ученика скульптора Донателло. В качестве архитектора он известен церковью Санта-Джустина в своём родном городе.
Его шедеврами являются бронзовый пасхальный канделябр в хоре базилики Сант-Антонио в Падуе (1516) и два бронзовых рельефа (1506) по сторонам главного алтаря с изображениями «Христа в лимбе» и «Давида, танцующего перед Ковчегом».. В том же храме Риччо создал монументальное надгробие Антонио Тромбетты (между 1521 и 1524).
В церкви Сан-Фермо-Маджоре в Вероне Риччо создал ковчег Джероламо и Маркантонио делла Торре, датируемый 1516—1521 годами. Гробница была украшена рельефами, которые французы вывезли в годы оккупации Италии и теперь они находятся в Лувре. Работы Риччо находятся во многих музеях мира и частных собраниях. Бронзовая масляная лампа по типу античных, но в стиле итальянского Возрождения, изготовленная Риччо, долгое время принадлежала семье Ротшильдов, ныне хранится в коллекции Музея Метрополитен в Нью-Йорке.
Историограф Леопольдо Чиконьяра в своей «Истории скульптуры от Рисорджименто в Италии до времени Наполеона» (La Storia della scultura dal suo risorgimento in Italia al secolo di Napoleone) назвал Андреа Риччо продолжателем творчества Винкельмана и «Лисиппом венецианской бронзы».
Скульптор скончался в 1532 году в Падуе и был с почестями похоронен в церкви Сан-Джованни-ди-Вердара.

## Галерея

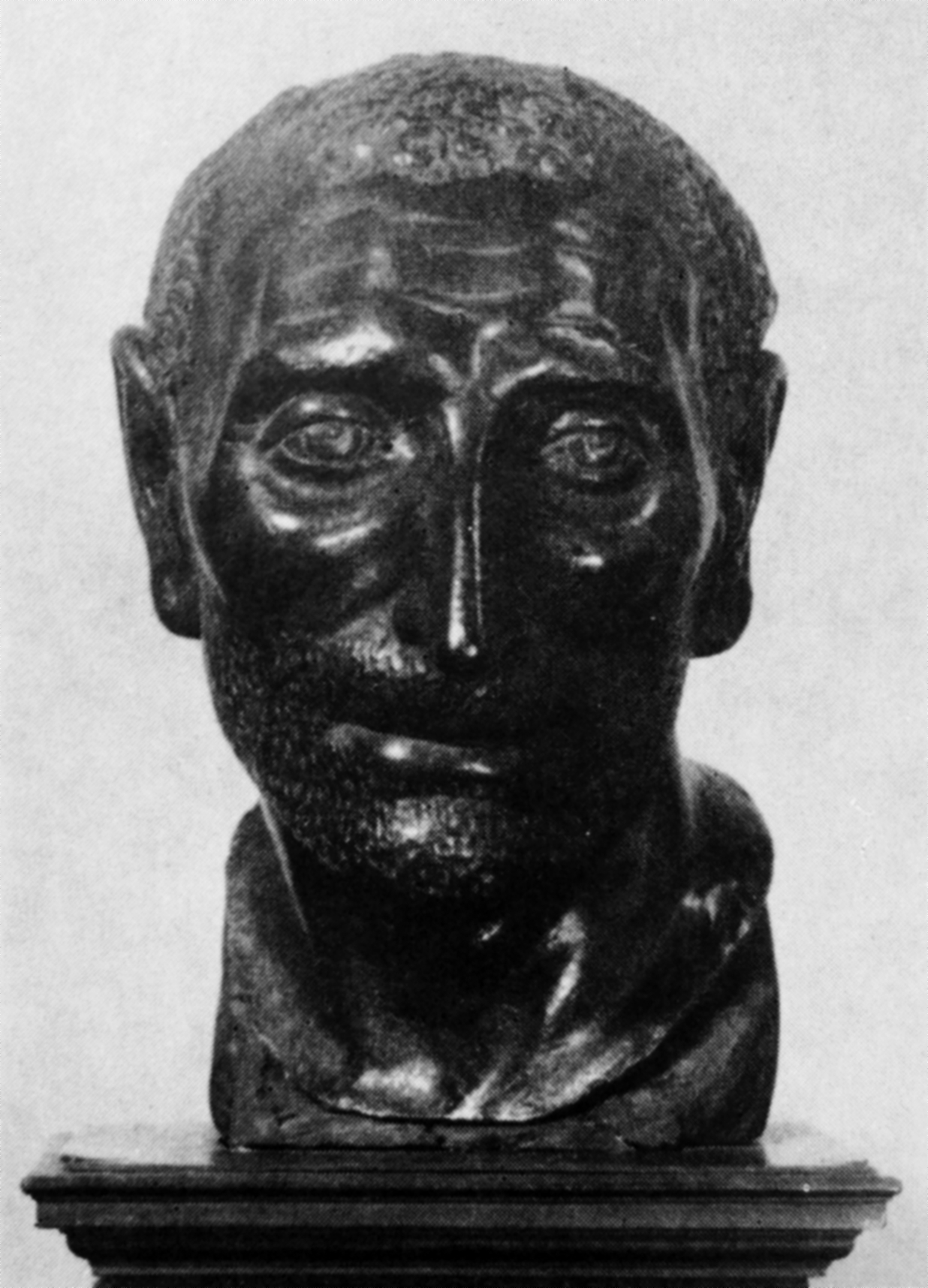
Портрет Тита Ливия. Конец XV в. Бронза. Национальный музей, Варшава
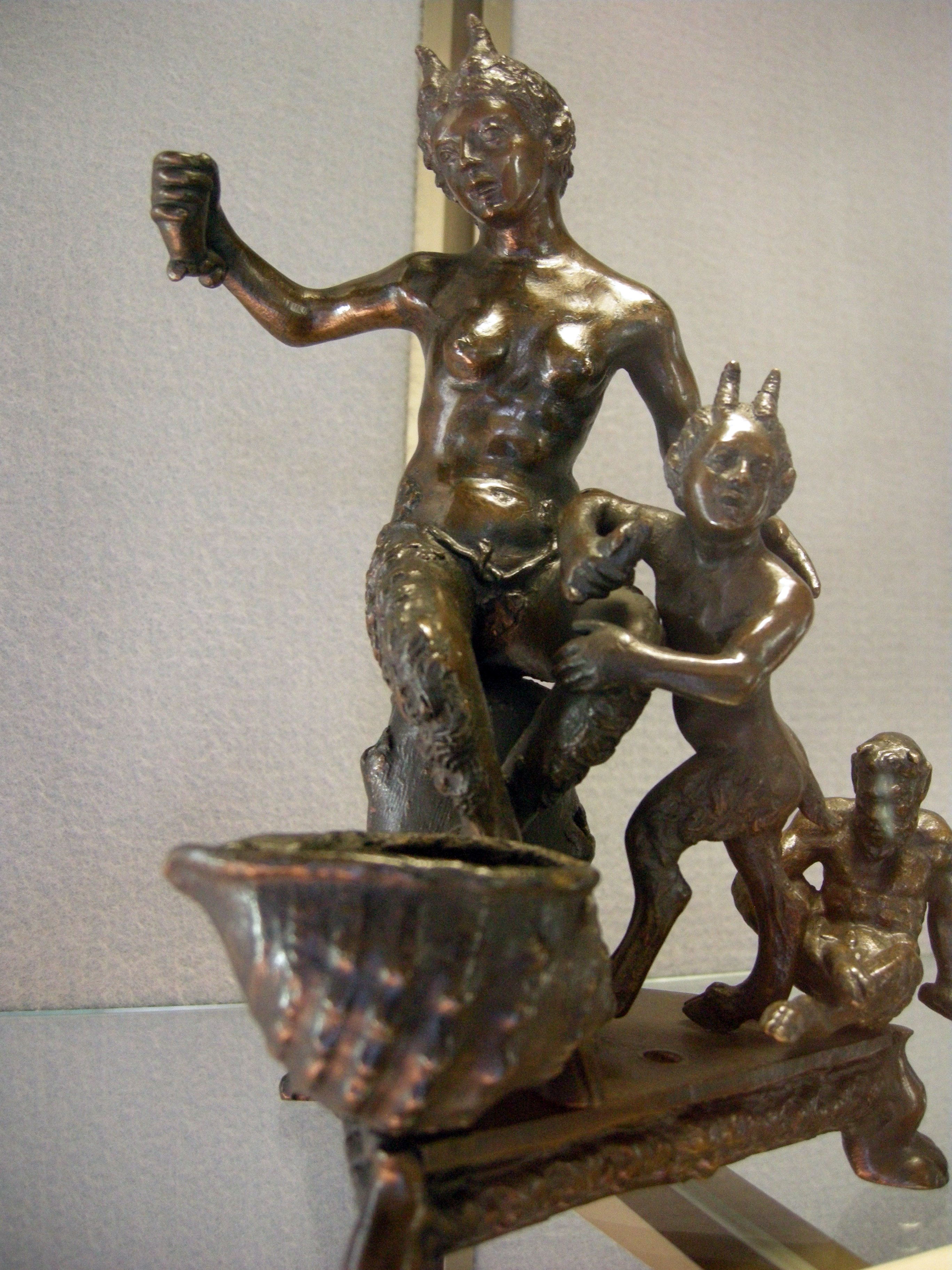
Семья сатиров. Конец XV в. Бронза. Барджелло, Флоренция
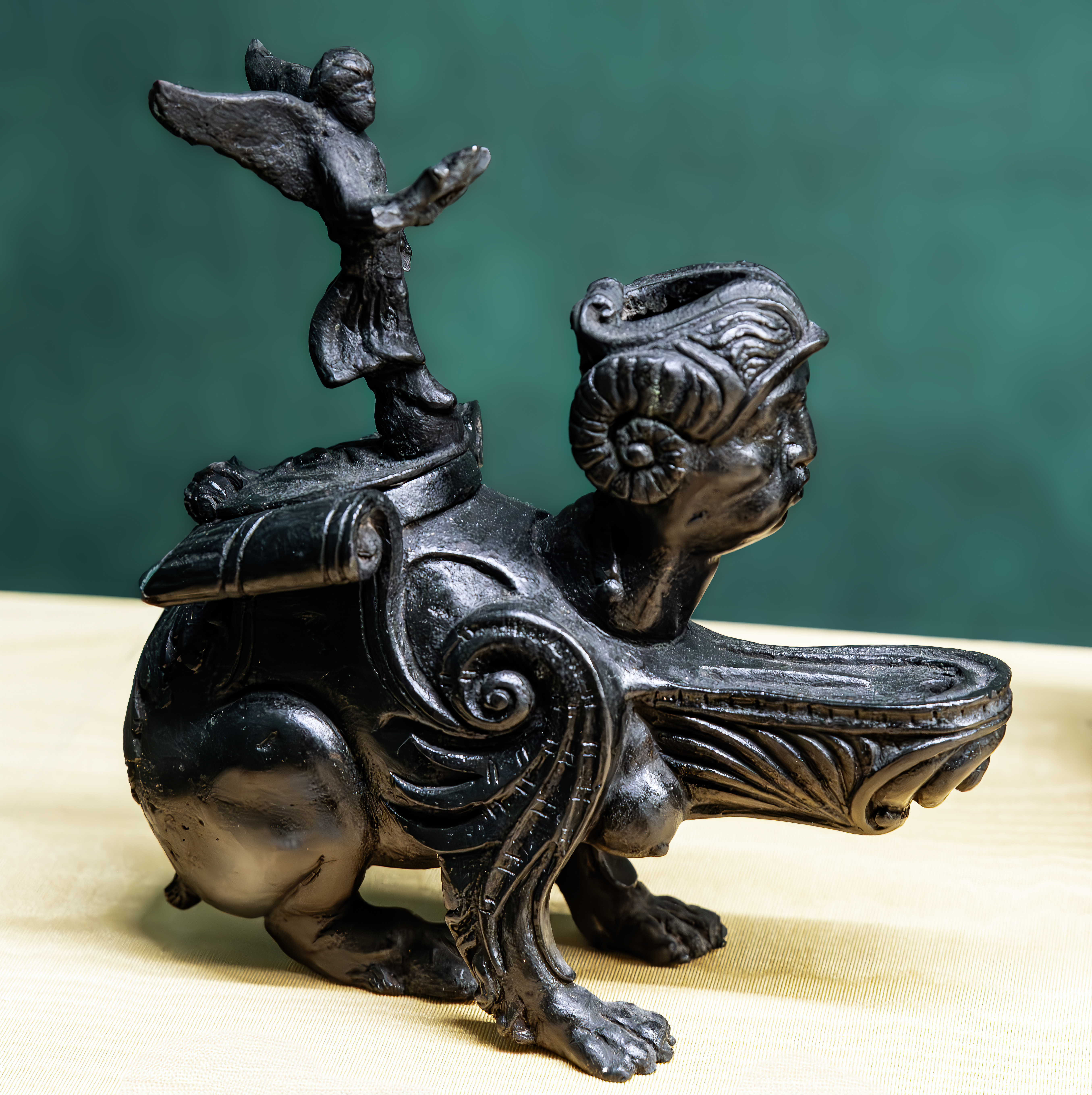
Масляная лампа «Дующий сфинкс». До 1532. Бронза. Музей Коррер, Венеция
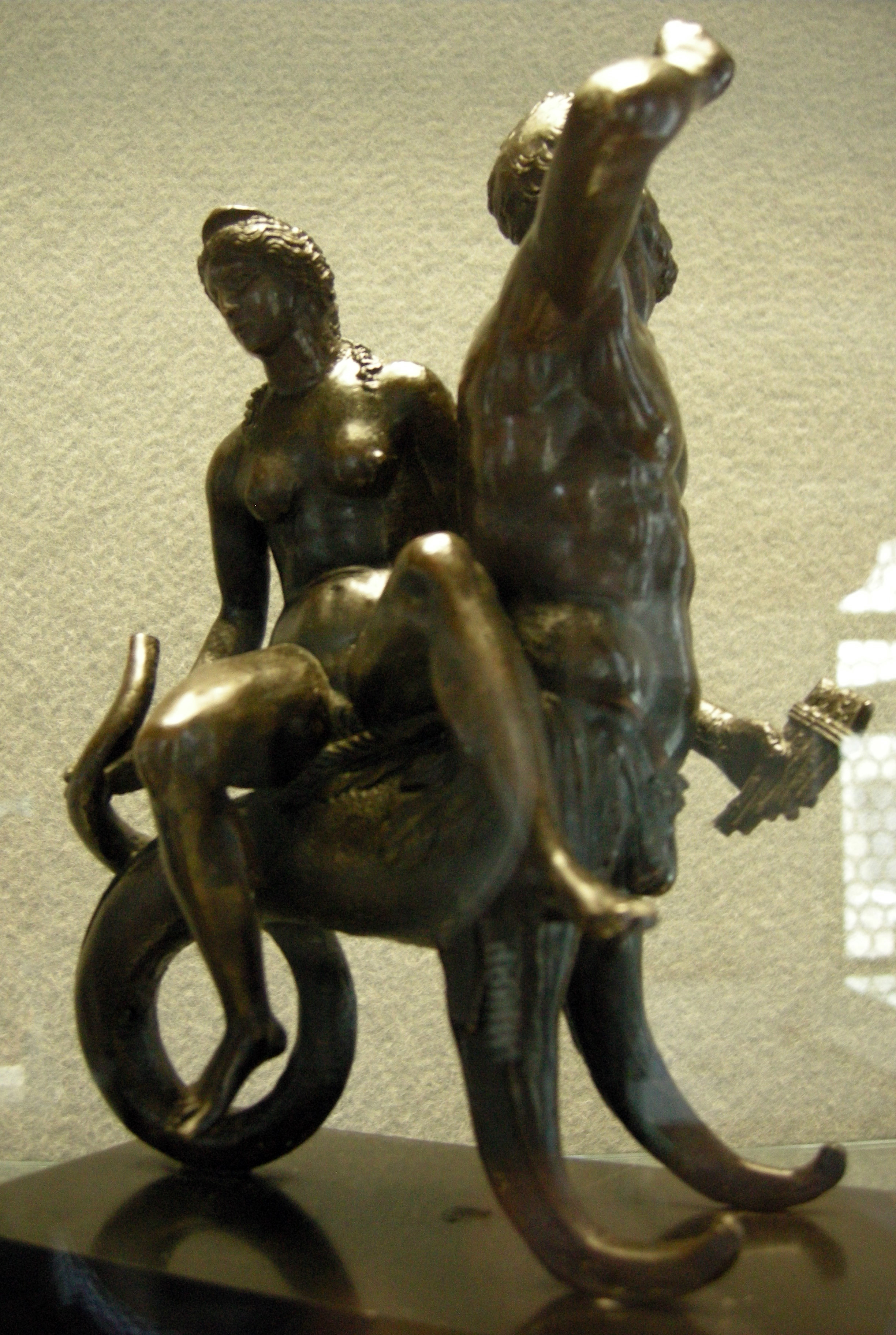
Тритон и нереида. Бронза. Барджелло, Флоренция
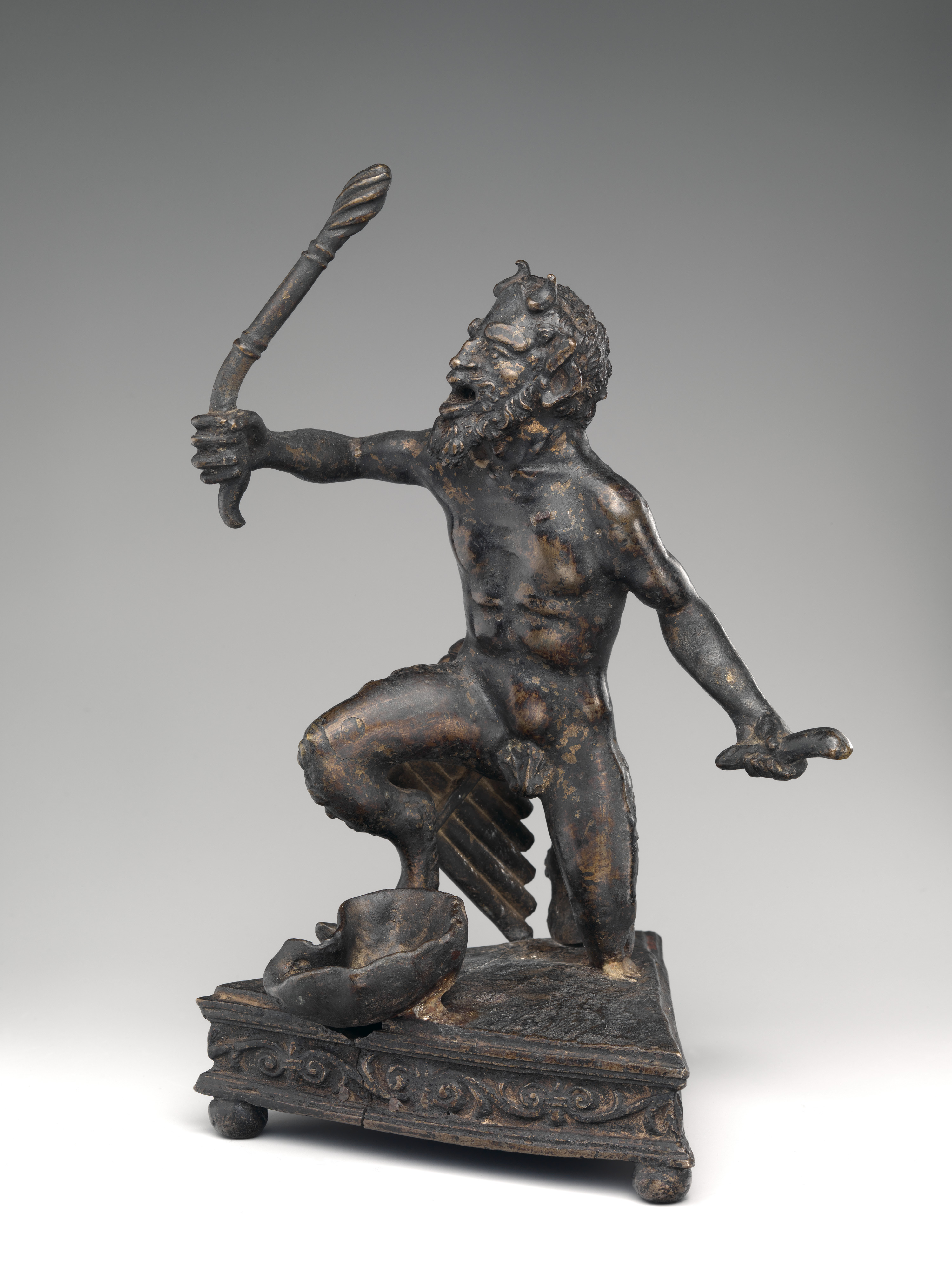
Kоленопреклонённый сатир. Бронза. Метрополитен-музей, Нью-Йорк
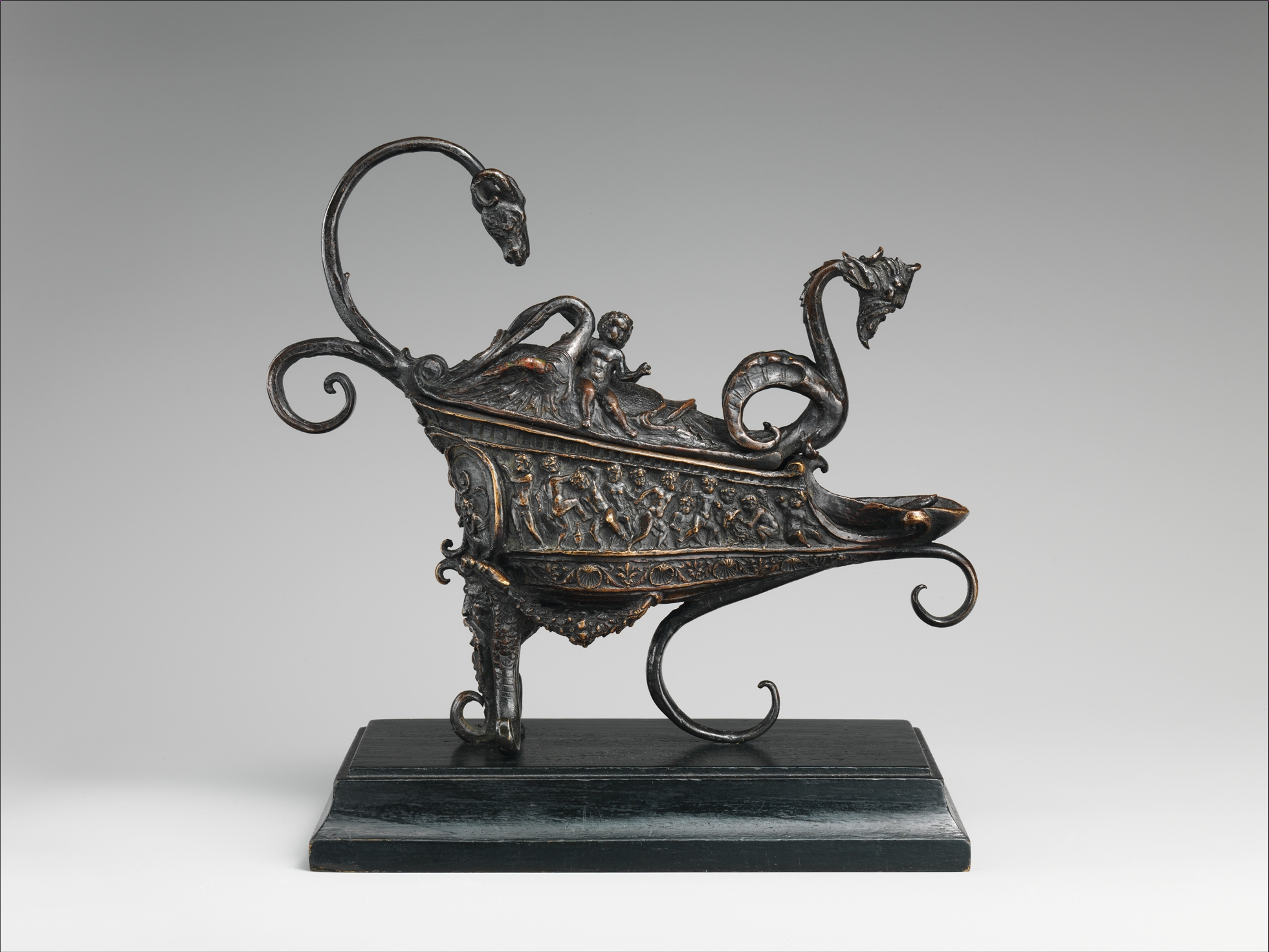
«Лампа Ротшильдов». Между 1510 и 1520. Бронза. Метрополитен-музей, Нью-Йорк